# Blast Off
Singles de David Guetta & Kaz James
Bad
(2014) Lovers on the Sun
(2014)
Singles par Kaz James
Stars
(2013)
Blast Off est une chanson du disc-jockey français David Guetta et du chanteur australien Kaz James, sortie en single le 9 juin 2014. La chanson est écrite par David Guetta, Kaz James, Giorgio Tuinfort, Ebow Graham & Pavan Mukhi (tous les deux membres de Foreign Beggars) et Ralph Wegner. La lyric video de la chanson a été mise en ligne sur YouTube le 14 juin 2014.

## Liste des pistes
| 1. | Blast Off (original mix) | 5:37 |

| 1. | Blast Off (radio edit) | 3:07 |

| 1. | Blast Off (radio edit)    | 3:08 |
| 2. | Bad (radio edit)          | 2:51 |
| 3. | Shot Me Down (radio edit) | 3:11 |

## Classement
| Classement (2014) | Meilleure position |
| ----------------- | ------------------ |
| France (SNEP)     | 33                 |